# Fraude scientifique

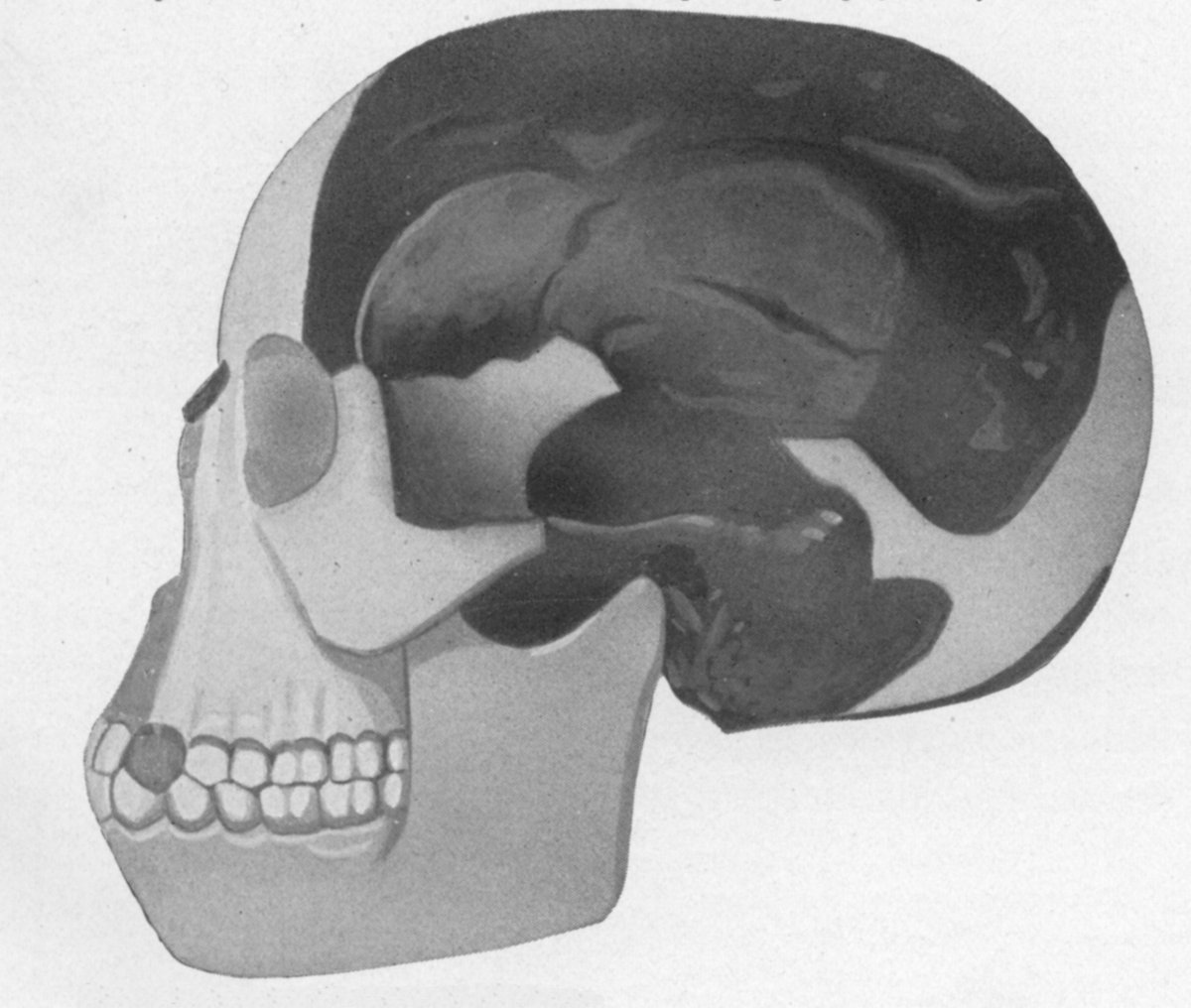
Le crâne de l'homme de Piltdown, produit d'une fraude scientifique à la longévité exceptionnelle.

Un acte de fraude scientifique est une action destinée à tromper dans le champ de la recherche scientifique et, de ce fait, doit être distingué de l'erreur scientifique. Elle constitue une violation de la déontologie de la recherche et de l'éthique professionnelle en vigueur à l'intérieur de la communauté scientifique.
On distingue trois formes principales de fraude scientifique : la falsification des données, la fabrication des données et le plagiat. À ces formes de fraude s'ajoutent d’autres comportements, comme le non-respect de règles éthiques, la non-déclaration d'éventuels conflits d'intérêts, etc.
La fraude scientifique n'est pas marginale et l'une de ses manifestations, le retrait d'articles après acceptation dans des revues, est en forte augmentation (si le nombre d'articles dans les journaux anglo-saxons de médecine a augmenté de 44 % entre 2001 et 2010, le nombre de rétractations durant la même période a été multiplié par 19). Des études récentes montrent que cette accélération de la fraude scientifique est la conséquence directe de la recherche de compétitivité à tout prix guidée par les indices numériques d'évaluation individuelle des chercheurs,. Les institutions cherchent à  connaître à moindre coût la « valeur individuelle » d'un chercheur et pour cela  elles réclament des nombres bruts comme le décompte des publications, ou des indices numériques (comme l'indice h fondé sur le nombre de publications et le nombre de citations de ces publications). Ces « mesures numériques » sont alors invoquées comme le « critère objectif » d'évaluation de la « valeur individuelle » des chercheurs par les instances décisionnelles de la recherche, soumises aux pouvoirs politiques. Face à cette pression des indices  qui décident en grande partie de l'attribution des subventions de recherche, certains chercheurs succombent à la tentation de les manipuler pour se mettre toujours plus « en valeur » quels qu'en soient les moyens.

## Types de fraudes scientifiques
L'expression « fraude scientifique » recouvre une grande diversité de comportements et sa définition fait l’objet de débats.
On considère généralement qu'elle prend principalement trois formes, :
- la falsification de données, notamment par l'altération de résultats défavorables à une hypothèse ;
- la fabrication de données ;
- le plagiat.

De manière plus générale, d'autres comportements sont parfois vus comme relevant de la fraude scientifique, par exemple le non-respect des règles éthiques, la non-mention de conflit d'intérêts, la non-conservation des données primaires, le fait d'augmenter en apparence sa production en soumettant dans plusieurs revues ou conférences des articles très semblables quant aux résultats, etc. Récemment, une nouvelle forme de fraude consistant à manipuler directement les métadonnées des articles scientifiques a également vu le jour avec l'exemple des références furtives, des références non présentes dans un manuscrit de recherche mais ajoutée par la maison d'édition dans les métadonnées.
La violation non-intentionnelle des standards et protocoles expérimentaux ne ressort pas à proprement parler de la fraude, mais plutôt de la faute professionnelle.

## Importance du phénomène
Les moteurs de recherche et certains logiciels spécialisés permettent de mieux détecter certaines fraudes (les plagiats notamment), ce qui conduit à une augmentation du nombre de rétractations scientifiques.
La communauté scientifique présente généralement la fraude comme marginale,, une opinion qui a tendance à être remise en cause.[évasif]
D’après une étude publiée en 2005 dans la revue Nature, une enquête auprès d'environ 2 000 chercheurs financés par le National Institute of Health révèle que 33 % d’entre eux reconnaissent avoir eu une pratique non déontologique dans les trois années précédentes (leur anonymat restant préservé). Les pratiques non déontologiques mentionnées étaient par exemple la falsification, la fabrication et le plagiat (1,7 %), la non-déclaration de conflit d’intérêt (0,3 %), le non-respect de règles éthiques avec des patients (0,3 %), l'utilisation des idées d’une autre personne sans sa permission ou sans le reconnaître, ou l'utilisation d’informations confidentielles (3,1 %). Le comportement le plus mentionné consiste à changer la méthodologie ou les résultats d’une étude à la suite de la pression de la source de financement (15 %). Bien que cette proportion de chercheurs reconnaissant une pratique non-déontologique soit élevée, il est important de noter que l’étude révèle uniquement les comportements que les chercheurs ont accepté de confesser, parmi ceux qui ont accepté de répondre à l’enquête, soit environ 50 % des personnes contactées.
Un autre type d’étude s’intéresse aux comportements frauduleux représentés dans les publications scientifiques, et qui mènent à la demande de retrait d'article (en). Selon une étude effectuée en 2012 et portant sur les causes des demandes de retrait d’article, la proportion d’articles retirés a été multipliée par dix depuis 1975. 67 % des demandes de retraits sont dues à des cas de fraude scientifique dont des plagiats (10 %) et des duplications de publications (14 %), soit aujourd’hui près de 0,01 % des publications.
Les quelques études réalisées sur l'importance du phénomène de la fraude scientifique montrent que certains domaines sont plus touchés que d'autres. Ainsi, une étude de 1993 sur des articles remontant jusqu'à 1800 montre que ce sont les sciences de la santé qui sont le plus touchées (47 %) ; viennent ensuite les sciences de la vie (17 %), les sciences humaines (16 %), les sciences pures (15 %) et enfin les sciences de la Terre (4 %).
Un « effet genre » existe aussi : Ainsi dans le domaine des sciences de la vie une étude (publiée en 2013) a porté sur 228 cas de suspicions de « scientifiques fraudeurs » étudiés en 2012 par l'Office des rapports annuels sur l'intégrité de la recherche aux États-Unis (Office of Research Integrity ou ORI) qui a confirmé la fraude dans 94 % de ces cas. Une analyse des données selon l'étape dans la carrière professionnelle et le sexe a révélé qu'une fraude peut advenir tout au long d'une carrière (du niveau stagiaire à celui de chercheur confirmé). 2/3 des chercheurs ayant publié aux États-Unis et ayant reconnu avoir commis une faute grave étaient de sexe masculin, ce qui traduit une surreprésentation des hommes chez les fraudeurs (stagiaires, scientifiques en poste ou professeurs), alors que les femmes sont depuis longtemps sous-représentées dans le monde de la recherche sur les sciences du vivant,.[pas clair] Les auteurs concluent au « besoin d'efforts supplémentaires pour comprendre les inconduites scientifiques et assurer une conduite responsable de la recherche » et soulignent que « l'attention portée aux aspects éthiques de la conduite de la science ne doit donc pas être limitée aux personnes en formation ». Il semblerait que les femmes évaluent mieux les risques que les hommes, y compris dans le domaine scientifique.
De plus, selon les auteurs du programme Projects, 54 % des données utilisés par les scientifiques sont encore « invérifiables ». Des processus plus ouverts permettent aussi de mieux détecter et plus tôt les erreurs, biais ou fraudes scientifiques qui sont encore nombreux ou de pousser les auteurs d'études à rendre leurs données plus vérifiables.

## Gestion de la fraude scientifique par la communauté scientifique

### Actions post-fraude

#### Enquêtes, sanctions
Lorsqu’un relecteur ou un autre chercheur soupçonne ou observe un cas de fraude ou de conflit d'intérêts, il peut généralement se tourner vers les institutions de recherche. Si le cas concerne l'un de ses collègues, il peut contacter la structure dans laquelle il travaille. S’il s’agit d’une fraude liée à un article publié, il peut s'adresser aux éditeurs de la revue concernée.
Certains centres de recherches, instituts ou universités sont dotés d’un bureau dédié à l’intégrité scientifique, chargé notamment de mener une enquête en cas de soupçon de fraude, et le cas échéant de mettre en place une sanction envers la personne reconnue responsable de fraude (par exemple rupture du contrat de travail, non-éligibilité à des demandes de financement pour une durée déterminée). Dans le cas de l’INSERM, cette fonction est assurée par la Délégation à l'intégrité scientifique. Aux États-Unis, le département Public Health & Human Services délègue la question de l’intégrité à l’Office of Research Integrity.
Les éditeurs des journaux ont aussi la possibilité de mettre en place des enquêtes ou de se tourner vers les centres de recherche qui emploient les auteurs concernés par l’allégation de fraude.
Des logiciels spécialisés peuvent aider les enseignants et éditeurs à détecter certaines fraudes (plagiat notamment). Fondée notamment sur l'étude du vocabulaire et menée sur des articles retirés par 253 journaux de recherche biomédicale, une étude récente de psychologie sociale de tromperie et d'indices de dissimulation dans le monde de la finance d'entreprise, laisse penser que les fraudeurs adoptent souvent un style particulier, plus jargonneux, abstrait, produisant des documents plus vagues, plus difficiles à lire, avec moins de mots quantifiant et plus de références, rendant ces faux plus « compliqués » et plus « coûteux » en termes de temps de lecteurs[pas clair]. Cependant, selon ses auteurs, la méthode des indices de dissimulation ainsi mise au point ne permettrait de repérer que 57,2 % des articles retirés, ce qui implique qu'en l'utilisant seule, « près de la moitié des articles légitimes seraient indûment signalées comme frauduleux »[pas clair] commente Paul Ginsparg de l'université Cornell, fondateur d'ArXiv. Les auteurs de cette étude constatent « que les auteurs frauduleux ont souvent un style plus abscons » peut-être parce que ce sont aussi d'« aussi pauvres écrivains qu'ils sont de mauvais scientifiques ». Pour James Parry, du Bureau de l'intégrité de la recherche au Royaume-Uni, la communauté scientifique devrait aussi porter plus d'efforts sur la prévention de l'inconduite en recherche, ce qui n'empêchera la découverte de fraudes dans des articles déjà publiés.

#### Rétractation de publications frauduleuses
Les travaux des chercheurs font l’objet de publications dans des revues scientifiques. Ces publications doivent respecter quelques règles, par exemple indiquer comme auteurs l’ensemble des personnes ayant contribué de manière significative au travail, déclarer des conflits d’intérêts (dus à la source de financement de l’étude par exemple), etc.
Il arrive que le contenu d’une publication résulte d’une fraude scientifique (encore inconnue au moment de la publication). Si cette fraude concerne la validité des données publiées, les éditeurs peuvent demander la rétractation d’une publication par les auteurs, voire imposer la rétractation (selon les journaux, les situations). Cela signifie qu’une note est publiée dans la revue en question, informant les lecteurs de la rétractation. Sur la version en ligne de l’article, une note apparaît indiquant la rétractation.
Cette procédure a cependant plusieurs limites :
- des articles rétractés sont encore cités, lorsque des chercheurs n’ont pas pris connaissance de la rétractation de l’article[23] ;
- certains journaux n’imposent pas la rétractation d’articles, même si la fraude a été démontrée par ailleurs. Ils mettent comme condition que tous les auteurs demandent ou acceptent la rétractation, ce qui n’est pas toujours le cas[24] ;
- certains types de fraude ne font pas l’objet de rétractation. En particulier, un conflit d'intérêts non déclaré n’entraîne pas de rétractation, seulement la publication d’une correction. Cela a pour conséquence probable que les lecteurs ne soient pas informés d'un conflit d’intérêt quand celui-ci n’a pas été déclaré au moment de la publication ;
- une fois que le contenu de l'article a commencé à être discuté hors de la sphère académique, il est rare que les conséquences d'une éventuelle rétractation soient comprises par les médias et les parties prenantes.

### Actions de prévention: bonnes pratiques, sensibilisation, éducation
Différents organismes établissent des guides de bonnes pratiques ou de bonne conduite, à suivre en situation de fraude :
- des institutions de recherche comme le bureau à l’intégrité scientifique aux États-Unis[25] ou l'Office Français de l'Intégrité Scientifique (OFIS), en France ;
- des associations d’éditeurs (par exemple le Committee On Publication Ethics)[26] ;
- des organisations mixtes :
  - la conférence de Singapour[27] ;
  - la Member Organisation Forum on Research Integrity[28].

Certaines personnes ont aussi proposé la création d’un serment pour les chercheurs, sur le modèle du serment d'Hippocrate des médecins, comme l’association Student Pugwash USA (en).
Certaines universités américaines proposent, voire rendent obligatoires, des formations à une « pratique responsable de recherche scientifique ». C'est le cas par exemple des universités de Washington, de Columbia, de Californie du sud.
De plus, plusieurs ressources existent sur les approches d’éducation et de sensibilisation à une pratique responsable de la recherche scientifique,.

## Raisons
Différents types de pression sont invoqués comme favorisant la fraude scientifique, par exemple la volonté d’un chercheur d’obtenir une meilleure reconnaissance, ou l’existence d’intérêts financiers.
Globalement, l’accroissement du nombre de fraudes et de mauvaises pratiques est souvent mis en lien avec l’accroissement de la pression pour publier, qualifiée par l’expression anglaise « Publish or Perish »,.
Dans l’étude publiée en 2012 sur les causes des rétractations, une corrélation est observée entre le nombre d’articles rétractés dans une revue donnée, et le facteur d’impact de cette revue (qui « mesure le prestige de cette revue »). D'après les auteurs de l’étude, des chercheurs soumis à une forte pression pour publier dans des revues à fort impact ont plus de chances d’être amenés à manipuler leurs données pour obtenir des résultats spectaculaires qui seront acceptés par lesdites revues. En effet, aujourd’hui, le recrutement et la carrière des chercheurs dépendent de manière importante du facteur d’impact des revues dans lesquelles ils publient leurs travaux, ce qui peut constituer une source de pression importante.
Une autre étude s’est intéressée aux autres types de fraude scientifique ne menant pas à des rétractations, mais à des comportements non déontologiques plus communs et en général non sanctionnés, comme une présentation partielle des données, ou des relations non respectueuses avec les collègues. Des entretiens avec 50 chercheurs sur ces questions ont révélé que différents types de pression amènent les chercheurs à s’écarter des pratiques déontologiques. Par exemple, les sources de financement conditionnent parfois l'attribution de crédits à une certaine méthodologie qui n’est pas pertinente. La compétition pour le recrutement ou pour l’obtention de financements amène également les chercheurs à s’attribuer le crédit de certaines idées qui ne sont pas les leurs, ou à user de pratiques non déontologiques contre les personnes avec qui ils sont en compétition.
Plusieurs études ont également montré l’existence d’un biais systématique dans les résultats des études financées par des entreprises pharmaceutiques, en faveur des produits manufacturés par ces entreprises,. Cela suggère que ces conflits d’intérêts peuvent influencer la recherche biomédicale et devraient donc au moins être systématiquement signalés.
David Goodstein (en) a également identifié différentes raisons pouvant favoriser la fraude, comme la pression pour publier des articles.
Par ailleurs, la fraude archéologique (« salage de site » par introduction de faux artefacts) peut avoir une raison financière (revente des objets archéologiques) ou de prestige (reconstitution de l'histoire d'un site archéologique).

## Impact
Quoique difficile à évaluer, des études ont tenté de quantifier l’impact de la fraude scientifique.

### Impact pour la recherche scientifique
Le travail des chercheurs se base sur les recherches précédemment publiées dans leur domaine. Lorsqu’un article publié contient des données frauduleuses, si les chercheurs du domaine ne sont pas informés, cela peut les induire en erreur. Certains scientifiques peuvent ainsi s'appuyer sur des éléments falsifiés, rendant caduques leurs recherches,. Différentes études montrent en effet que les articles frauduleux (rétractés ou non) sont en général encore cités après la découverte de la fraude,.
Un cas emblématique est celui du paléontologue Viswa Jit Gupta (en), qui durant plusieurs décennies falsifie des centaines d'articles et d'échantillons, mêlant à sa fraude nombre de scientifiques.
Les autres types de fraude, comme une méthodologie insuffisante ou influencée par des sources de financement, ne sont en général pas associés à une rétraction, mais ils sont beaucoup plus fréquents,. Ces types de fraude, qui ne sont pas sanctionnés, ont un impact plus difficile à déterminer sur la qualité des recherches menées.
Selon certains, l'impact de la fraude scientifique n'est pas exclusivement négatif sur l'avancement de la recherche. Elle pourrait également contribuer positivement en faisant en sorte que les scientifiques soient plus critiques vis-à-vis du travail de leurs pairs, améliorant ainsi la qualité des articles publiés.

### Impact pour la communauté des chercheurs
La fraude scientifique étant considérée comme très grave, le fraudeur est bien souvent licencié, sa réputation fortement entachée et des doutes apparaissent sur l'ensemble de ses travaux.
Dans le cas d’une rétractation d’article, un seul auteur est en général responsable de la fraude, ses coauteurs ignorant le comportement de ce dernier. Leur travail est invalidé et ne peut être reconnu, ce qui peut affecter leur carrière. L'entourage du chercheur responsable de la fraude, c'est-à-dire ses responsables, ses étudiants s'il en a, ses collaborateurs, voire l'institution dont il est membre sont ainsi également touchés.
De nombreux autres types de fraude, ou plutôt de non-respect des règles déontologiques concernant les relations avec les collègues, la reconnaissance des contributions respectives de chacun, sont très répandus, et n’affectent pas les publications, n’atteignent pas le niveau institutionnel. En revanche, ils affectent notablement la qualité de l’environnement de travail. Le cas de Marcelo Rodrigues de Carvalho est en ce sens exemplaire. Ce chercheur brésilien, professeur de zoologie à l'université de São Paulo, s'est ainsi enfui aux États-Unis en 2018 après avoir détourné plus de 930 000 reals auprès de l'université. Bien que condamné à plus de six ans de prison, ce dernier continue toujours ses publications, ses collaborations avec des étudiants, principalement de l'American Museum de New York et ses activités en tant qu'éditeur de la revue Zootaxa.

### Impact pour les applications découlant de la recherche
Les applications de la recherche se basent également sur les travaux publiés. En particulier, les études cliniques constituent une référence pour les médecins, les entreprises pharmaceutiques, les décideurs en matière de santé publique. Lorsque des résultats faux sont publiés, cela peut donc avoir un impact direct sur les patients.
Les applications des travaux scientifiques résultant de fraude peuvent se révéler dangereuses, notamment dans le cas de l'élaboration de médicaments. Il existe des instances gouvernementales donnant leur aval ou non avant toute commercialisation de nouveau médicament, comme la Food and Drug Administration (FDA) aux États-Unis ; toutefois, il a été démontré en 1985 que nombre d'essais cliniques ont des lacunes dans le respect des protocoles. Lorsque des responsables politiques prennent leurs décisions sur la base de données scientifiques, la fraude peut avoir un impact important.

### Impact pour la confiance de la société dans la recherche
Lorsque des décisions en matière de santé ou d’environnement sont prises sur la base d’études scientifiques, les citoyens sont amenés à faire confiance aux experts qui leur présentent ces données. Lorsque les citoyens apprennent que certaines données ont fait l’objet de fraude, ils risquent alors de retirer la confiance qu’ils accordaient aux scientifiques.
Selon certains,[évasif] la fraude scientifique a tendance à ruiner la confiance de la société dans la recherche scientifique et à propager des croyances irrationnelles.

## Communication sur la fraude scientifique
Parler de la fraude scientifique, tant dans la communauté scientifique que dans la société, semble poser problème. Selon une enquête publiée en 2008, sur 201 cas de fraude observées par 164 chercheurs, 37 % n’ont pas été rapportés au niveau institutionnel. Cet article montre la difficulté pour les chercheurs de dénoncer ces comportements au sein de leur communauté. Néanmoins, lorsqu'il s’agit d'une fraude ayant visé un document précédemment publié dans une revue, manipulé, puis proposé à nouveau dans cette même revue, la réponse est d'autant plus divulguée que la fraude est visible. L'affaire de la photo truquée de cœlacanthe proposée par Séret, Pouyaud et Serre à la revue Nature en 2000 (alors qu'il s'agissait d'une photo parfaitement reconnaissable) a non seulement jeté l’opprobre sur la manière de travailler de certains chercheurs français et leur manque de déontologie mais a également provoqué la mise en place d'une réunion internationale pour discuter de ce cas, où aucune sanction forte n'a été proposée.
Par ailleurs, une perspective sur l’histoire de la fraude scientifique aux États-Unis montre également la difficulté de communiquer sur ce sujet avec les politiciens et avec les citoyens, à la fois pour l’effort financier correspondant et la grande confiance accordée aux chercheurs.

## Structures de lutte contre la fraude scientifique
En France, il a été créé un Office français de l'intégrité scientifique (OFIS) en mars 2017. L'OFIS est un département du Haut Conseil de l'évaluation de la recherche et de l'enseignement supérieur (HCERES) qui a une triple mission :
- la définition de la politique nationale de l'intégrité scientifique et la coordination de l'élaboration de recommandations et d'avis ;
- le pilotage d'un observatoire national sur la mise en œuvre d'une charte de l'intégrité adoptée en 2015 et signée par un grand nombre d'institutions ;
- l'animation du réseau de référents « intégrité scientifique » dans les établissements.

L'OFIS est membre du réseau européen des offices de l'intégrité de la recherche (ENRIO).

## Exemples de fraudes

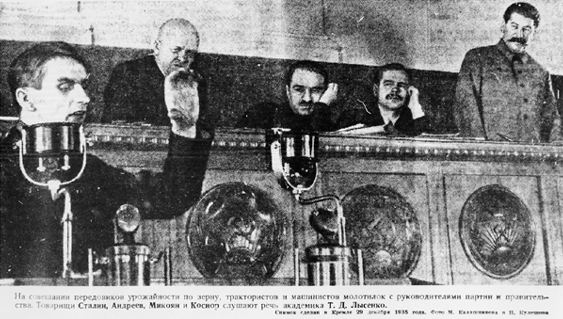
Lyssenko s'exprimant au Kremlin en 1935, en présence de Stanislav Kossior, Anastase Mikoyan, Andreï Andreïev et Joseph Staline.

Quelques exemples de fraudes célèbres :

### XXesiècle
- Trofim Lyssenko a truqué ses résultats pour étayer sa théorie de la transmission héréditaire des caractères acquis ;
- Le crâne de l’homme de Piltdown, représentant à une époque le chaînon manquant entre les singes et les hominidés, était en fait une mâchoire de singe associée à un crâne humain ;
- Le physicien Jan Hendrik Schön alors aux Laboratoires Bell, a publié de nombreux articles sur les nanotechnologies et notamment sur la supraconductivité des molécules de carbone sphériques jusqu'à ce que, en mai 2002, ses travaux fussent contestés et ses résultats dénoncés comme frauduleux ;
- Le dermatologue William Summerlin, chercheur en immunologie, prétendit pouvoir réaliser des transplantations d'organes entre des souris d'espèces distinctes. En 1974, un scandale éclata lorsqu'il apparut qu'il avait utilisé des souris portant des taches noires réalisées à l'aide d'un marqueur[57] ;
- Cyril Burt a émis son hypothèse sur l’hérédité de l'intelligence à partir d'une fraude[58].
- Le professeur d’épidémiologie Ragnar Rylander se présentait comme scientifique indépendant, alors qu'il a été secrètement payé par l’industrie du tabac pendant 30 ans. Il a publié des articles et organisé des colloques niant ou banalisant la toxicité du tabagisme passif. Dénoncé par Pascal Diethelm et Jean-Charles Rielle, le professeur a été reconnu coupable de « fraude scientifique sans précédent » par le Tribunal fédéral suisse[59]. À la suite de ce jugement, l’Université de Genève a exclu les financements par l’industrie du tabac[60].

### XXIesiècle
- Confondu le 5 novembre 2000 par le quotidien Mainichi Shinbun, l'archéologue japonais Shinichi Fujimura a été reconnu comme fraudeur pour avoir enfoui lui-même 61 des 65 vestiges « découverts » à Kamitakamori, près de Kurihara dans la préfecture de Miyagi, au nord de Tokyo, qui provenaient de sa collection personnelle et 29 outils sur le site de Soshin Fudozaka (préfecture de Hokkaido). Cette fraude remet en question les travaux effectués par l'archéologue sur plus de 180 fouilles autant au niveau national qu'international, comme le déclara Paul Bahn en 2001[44].
- 2011, le spécialiste de psychologie sociale Diederik  Stapel a reconnu avoir fabriqué les questionnaires à la base de ses travaux.
- En 2012, le biologiste sud-coréen Moon Hyung-in est accusé d'avoir publié un certain nombre d'articles dans des journaux scientifiques à comité de lecture en rédigeant lui-même les critiques[61] ; 35 de ses publications sont retirées[62] ;
- En 2012, il a été découvert que des données avaient été fabriquées dans au moins 183 articles scientifiques de Yoshitaka Fujii, depuis rétractés.